# Qassem Soleimani
Qa(s)sem Soleimani (Perzisch: قاسم سلیمانی) (Qanat-e Malek, 11 maart 1957 – Bagdad, 3 januari 2020) was een Iraanse generaal bij de Iraanse Revolutionaire Garde (IRG). Hij werd gedood bij een Amerikaanse luchtaanval op de Internationale Luchthaven Baghdad.
Hij was hoofd van de al-Quds-eenheid, een divisie van de IRG, die verantwoordelijk is voor buitenlandse en geheime operaties. In het kader van de opstand tegen sjah Mohammad Reza Pahlavi sloot Soleimani zich al als jongeman aan bij de Revolutionaire Garde. Hij nam deel aan talrijke geheime militaire missies in het buitenland.
Soleimani werd als hoofd van de al-Quds-eenheid opgevolgd door zijn plaatsvervangend bevelhebber Esmail Ghaani.

## Bestrijding van terreur
Volgens berichten in de media stemde hij na de aanslagen van 11 september 2001 indirect met "Washington" het optreden tegen de Taliban af, zonder een schriftelijk spoor achter te laten.
Toen president George W. Bush Iran tot de "As van het Kwaad" rekende, brak hij de samenwerking af.

## Rol in de bestrijding van ISIS in Irak
Amerikaanse en Britse militairen kwalificeerden Soleimani als "Irans eigen Rommel", in de betekenis van een gevreesde, maar gerespecteerde tegenstander. In de strijd tegen ISIS in Irak in de zomer van 2014 ondersteunde Soleimani als militair adviseur de Iraakse milities hetgeen bijdroeg aan het terugwerpen van de ISIS-strijders bij Amirli.
Tijdens het offensief bij Tikrit in maart 2015 nam Soleimani het commando over de Sjiitische Badr-Brigade op zich, hetgeen de grootste aanval was op ISIS tot dan toe. Toenmalig minister van Buitenlandse Zaken van de VS John Kerry erkende daarop publiekelijk het belang van de rol van Soleimani in Tikrit. Deze militaire samenwerking gold toentertijd als enige toenadering van "Washington" tot de regering in Teheran.

## Rol in de oorlog in Syrië
Toen in de Syrische Burgeroorlog de nederlaag van de met Iran verbonden regering van Bashar al-Assad onafwendbaar scheen, zou Soleimani een plan hebben ontwikkeld, dat liet zien hoe de regering van Assad militair gesteund kon worden en hoe dat hem de oorlog kon laten winnen. In de lijn van deze strategie reisde hij in juli 2015 naar Moskou, waar hij een strijdplan voorlegde, dat uiteindelijk zou hebben bijgedragen aan de Russische interventie in de herfst van 2015.
Soleimani werd er door Israël van beschuldigd in de nacht van 9 op 10 mei 2018 een raketaanval op Israël te hebben verordonneerd. Als reactie hierop kwam het in de ochtend van 10 mei tot de omvangrijkste luchtaanvallen door Israël op doelen in Syrië.

## Aanslag 2019
Op 3 oktober 2019 meldden persbureaus op grond van Iraanse bronnen dat de Revolutionaire Garde een moordaanslag op Soleimani op zijn geboortegrond Kerman had verijdeld, waarbij 500 kg springstof zou zijn gebruikt.

## Dood

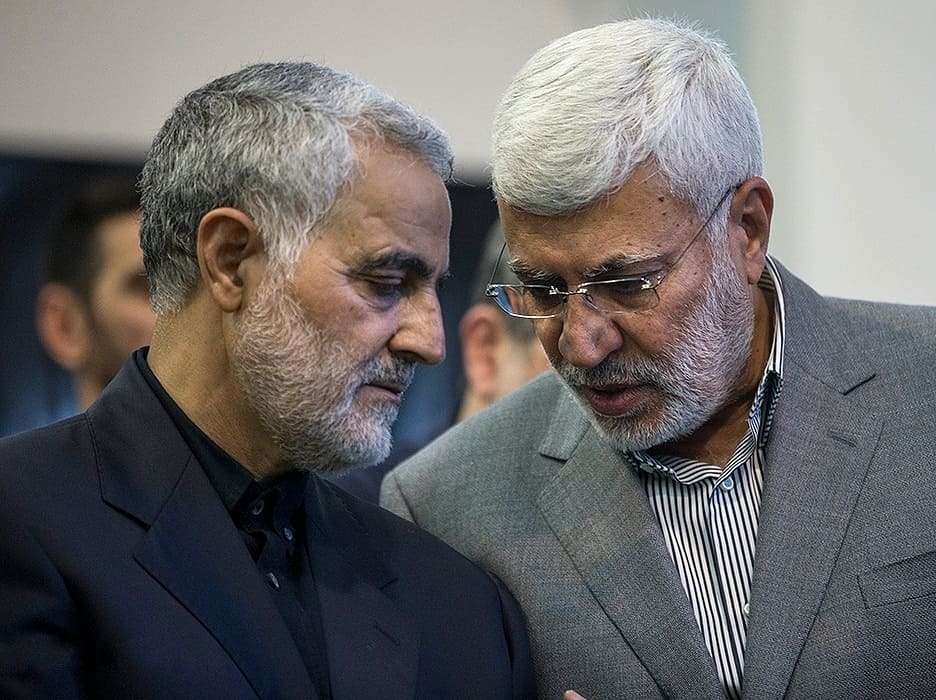
Qassem Soleimani (links) en Abu Mahdi al-Muhandis in 2017

Qassem Soleimani werd op 3 januari 2020 door een lucht-grondraket gedood toen zijn voertuigcolonne na het verlaten van de luchthaven van Bagdad door een Amerikaanse MQ-9 Reaper drone werd aangevallen. Daarbij kwamen nog meer Iraanse militairen om het leven, onder wie de commandant Abu Mahdi al-Muhandis. De aanval werd uitgevoerd in opdracht van de Amerikaanse president Trump.
De luchtaanval volgde op aanvallen op de Amerikaanse ambassade in Bagdad door aanhangers van een door Iran gesteunde Shia-militie en de aanval op een VS-luchtmachtbasis bij Kirkuk, waarbij een Amerikaanse militair gedood werd en vier anderen gewond raakten. Zoals The New York Times meldde, "probeerde president Trump de focus te houden op de Iraanse invloed op Bagdad".
Het Amerikaanse departement van Defensie gaf een verklaring uit, waarin werd gesteld dat de slag was toegebracht "in opdracht van de president", en waarin verder werd beweerd dat Soleimani meer aanslagen op Amerikaanse diplomaten en militair personeel voorbereidde. Meerdere regeringsvertegenwoordigers spraken elkaar tegen over de motivatie en legitimatie van de aanslag. De aanval zou volgens sommigen zijn gemotiveerd door eerdere negatieve berichtgeving over een afgelaste luchtaanval tegen Iran en de wens van president Trump gezien te worden als een sterkere president dan Barack Obama, onder verwijzing naar de aanval op het Amerikaanse consulaat in Benghazi in september 2012.
Volgens Israëlische bronnen onderschepte "een niet nader genoemde inlichtingendienst" een telefoongesprek waarin hij opdracht gaf de Amerikaanse ambassade in Bagdad aan te vallen, evenals andere Israëlische en Amerikaanse doelen, met als doel gijzelaars te nemen.

### Reacties op de liquidatie

#### Officiële reacties
Volgens de speciale VN-rapporteur over "buitengerechtelijke executies", Agnès Callamard, vormde de doelgerichte executie van Qassem Soleimani en de Iraakse militieleider Abu Mahdi al-Muhandis hoogstwaarschijnlijk een schending van het internationaal recht, met inbegrip van de mensenrechten.
Zij verklaarde dat de Verenigde Staten het bewijs dienen te leveren dat de geliquideerde personen een directe bedreiging voor anderen vormden. Aanvullend verklaarde Callamard het doden van andere individuen in het gevolg van Soleimani als onwettig. Ook de Russische minister van Buitenlandse Zaken Sergej Lavrov, de oprichter van de anti-oorlogpressiegroep Code Pink Medea Benjamin, politiek-risico-analist en voormalig directeur van Iraanse zaken in de Nationale Veiligheidsraad Hillary Mann Leverett kenschetsten de liquidatie van Soleimani als onwettig.
Amerikaanse politici reageerden langs partijlijnen. Republikeinen steunden over het algemeen de missie, terwijl de Democraten weliswaar kritisch waren over Soleimani, maar de missie afwezen en de wijsheid ervan in twijfel trokken. 
Meerderheidsleider in de Senaat Mitch McConnell noemde in een reactie Soleimani niet alleen een gevaar voor de VS en Israël, maar voor het hele Midden-Oosten.
Dat Soleimani in de Arabische wereld niet alleen maar vrienden maakte, bleek de eerste dagen na de aanslag uit − merendeels beperkte − vreugde-uitingen onder de bevolking in Irak en Iran.

#### Overige reacties
Volgens de kritische Amerikaanse wetenschapper Noam Chomsky bewees het uitschakelen van Soleimani dat de Verenigde Staten zelf een schurkenstaat ("rogue state") zouden zijn en dat deze aanslag zelf een terroristische daad betrof.
Soleimani werd als hoofd van de al-Quds-eenheid opgevolgd door zijn plaatsvervangend bevelhebber Esmail Ghaani.

### Uitvaart
De uitvaartplechtigheid in Kerman werd massaal door rouwenden bezocht. In het gedrang in en rond de begrafenisstoet vielen enkele tientallen doden. De volgende dag werd een aantal van 56 dodelijk vertrapte slachtoffers gemeld en meer dan 200 gewonden.

### Oordeel VN
Op 9 juli 2020 ontving de Mensenrechtenraad van de Verenigde Naties een rapport over de zaak van de speciale rapporteur van de VN inzake buitengerechtelijke executies, Agnès Callamard. Ze noemde de moord onwettig, omdat Soleimani volgens haar geen onmiddellijke bedreiging vormde voor de VS.

### Aanslag bij herdenkingsplechtigheid
Op 3 januari 2024 werd in Kerman vlak bij het graf van Soleimani een aanslag gepleegd tijdens een herdenkingsplechtigheid waarbij minstens 84 doden en 284 gewonden vielen. De groepering Islamitische Staat eiste de aanslag op. (Lees verder)